# Emil Seibold
Emil Seibold, nemški podčastnik in tankovski as, * 26. februar 1907, Basel, Švica, † 11. september 1990.
Aprila 1940 se je pridružil Waffen-SS in bil sprva dodeljen v pehoto. Novembra istega leta je bil premeščen v 3. četo SS-tankovskolovskega bataljona, kjer je služil kot voznik motocikla, nato pa kot poveljnik protitankovskega topa.
Marca 1943 je njegova enota dobila zasežene sovjetske tanke T-34 in bila reorganizirana v tankovski bataljon.
Tako je do 6. maja 1945 uničil 65 sovražnikovih tankov, zakar je prejel viteški križec železnega križca.

## Napredovanja
- ? - SS-Hauptscharführer

## Odlikovanja
- železni križ II. stopnje (23. avgust 1941)
- železni križ I. stopnje (20. april 1943)
- nemški križ v zlatu (4. junij 1944)
- viteški križ železnega križa (6. maj 1945)